# 재산세
아래는 재산세에 대한 설명이다.

## 납세의무자
재산세는 토지, 건축물, 주택, 선박, 항공기를 소유하고 있는 자에게 그 재산의 가치, 즉 부(富)의 정도에 따라 재산 소유자의 지불 능력 등 인적 요건을 고려하지 않고 개인이나 법인의 구분없이 같은 가액의 재산에 대해 같은 세액을 과세하는 세금으로 매년 6월 1일 과세기준일 기준으로 소유자가 납세 의무자가 된다.

## 과세대상
지방세법 제105조(과세대상): 재산세는 토지, 건축물, 주택, 항공기 및 선박을 과세대상으로 한다.

## 과세대상의 구분

### 토지에 대한 재산세 과세대상
토지에 대한 재산세 과세대상 종합합산과세대상, 별도합산과세대상, 분리과세 대상으로 구분을 한다.

### 주택 및 부속토지
주거용과 주거 외의 용도를 겸하는 건물에서 주택과 주택 부속 토지로 구분을 한다.

### 신탁법에 따른 신탁 재산
신탁법에 따른 신탁 재산에 속하는 종합합산과세대상 토지 및 별도 합산과세대상토지의 합산을 한다.

## 납세지
지방세법 제108조(납세지): 재산세는 다음 각 호의 납세지를 관할하는 지방자치단체에서 부과한다.
- 1. 토지: 토지의 소재지
- 2. 건축물: 건축물의 소재지
- 3. 주택: 주택의 소재지
- 4. 선박: 「선박법」에 따른 선적항의 소재지. 다만, 선적항이 없는 경우에는 정계장(定繫場) 소재지(정계장이 일정하지 아니한 경우에는 선박 소유자의 주소지)로 한다.
- 5. 항공기: 「항공안전법」에 따른 등록원부에 기재된 정치장의 소재지(「항공안전법」에 따라 등록을 하지 아니한 경우에는 소유자의 주소지)

## 같이 보기
- 지공주의
- 헨리 조지
- 토지가치세